# Keith Bissell
Keith Warren Bissell (* 12. Februar 1912 in Meaford; † 9. Mai 1992 in Newmarket, Ontario) war ein kanadischer Komponist, Dirigent und Musikpädagoge.
Bissell arbeitete von 1934 bis 1948 als Lehrer in Toronto und erwarb daneben den Grad eines Bachelor of Music an der University of Toronto, wo Leo Smith sein Lehrer war. 1948 wurde er Supervisor of Music für die Schulen von Edmonton und Organist an der Christ Church und gründete den Edmonton Teachers' Chorus sowie das Edmonton Junior Symphony Orchestra. Von 1955 bis 1976 war er Musikkoordinator des Scarborough Board of Education, und 1963 organisierte er mit John Adaskin am Canadian Music Centre das erste kanadische Komponistenseminar für Musikerziehung. 
Nach einem Studiumaufenthalt 1960 bei Gunild Keetman und Carl Orff führte er am Schulsystem von Scarborough die Methoden des Orff-Schulwerkes ein. Nach dem Scarborough Teachers' Chorus (1956) gründete er 1960 das Scarborough Orff Ensemble, das bis 1973 bestand. Von 1957 bis 1958 war er Präsident der Ontario Music Educators Association (OMEA), von 1970 bis 1971 des National Youth Orchestra of Canada (NYO) und von 1975 bis 1977 des Canadian Music Centre.
Neben Lieder, Chorwerken und -arrangements komponierte Bissell u. a. Kammermusik, Orchesterwerke, zwei Operetten und eine Kinderoper. 1976 wurde in seinem Namen ein jährlich zu verleihender Preis für ein kanadisches Chorwerk für den Schulgebrauch gestiftet. 1978 wurde Bissell mit der Canadian Music Council Medal ausgezeichnet.

## Werke
- Ballad für Violine und Klavier, 1947
- Three Pieces für Orchester, 1960
- A Folk Song Suite for Woodwinds, 1960
- Under the Apple Boughs für Orchester, 1961
- Concertino for Piano and String, 1962
- Little Suite für Trompete und Klavier, 1962
- Adagio for Small Orchestra, 1963
- Little Suite for Trumpet and Strings, 1963
- His Majesty's Pie, Operette, 1964
- Divertimento für Orchester, 1964
- People Look East, Kantate für Sopran, Tenor, Bass, gemischten Chor, Trompete, Posaune, Orgel und Pauken, 1965
- Let There Be Joy, Kantate für Sopran, Tenor, gemischten Chor, Flöte, Cello, Glockenspiel, Xylophon und Orgel, 1965
- Canada, Dear Home/Canada douce patrie für gemischten Chor und Orchester, 1966
- A Bluebird in March für gemischten Chor und Orchester, 1967
- Andante e Scherzo für Orchester, 1971
- The Passion According to St Luke für Soli, Chor und Orchester, 1971
- How the Loon Got Its Necklace für Erzähler, Streichquintett und Perkussion, 1971
- Variations on a Canadian Folk Song, 1972
- Three Commentaries on Canadian Folk Songs für Streichorchester, 1973
- A Musical Play, Operette, 1977
- Cantate Domino für Frauenchor und Kammerorchester, 1977
- Anniversary Cantata (Psalm 98) für gemischten Chor, Orchester, Flöten und Orff-Instrumente, 1978
- A Celebration of the Nativity für Sopran, Bariton, gemischten Chor und Kammerorchester, 1978
- Christmas in Canada für Solisten, gemischten Chor und Orchester, 1978
- The Miraculous Turnip, Kinderoper, 1980
- In the Modes für Flöte und Perkussion, 1981
- Great Little One: Music for the Nativity für gemischten Chor und Orchester, 1983
- Canzona for Four Recorders and Three Pieces for Four Recorders, 1986